# 해후 스토리 콘서트
《해후 스토리 콘서트》(邂逅 Story Concert)는 OBS경인TV의 텔레비전 프로그램이다. 198 · 90년대를 주름잡은 가수들과 2000년 이후에 활동 중인 가수들의 공감과 소통을 위하여 기획되었으나, 제작 여건의 악화로 인하여 2개월 만에 종영되었다.

## 코너
- 고스트 버스의 디스코그래피
- 루네의 다시 부르기
- 김양수의 카툰 콘서트

## 방송 회차

### 2011년
| 회차 | 방영일   | 출연자                              |
| ---- | -------- | ----------------------------------- |
| 1회  | 4월 6일  | 홍서범, 옥슨 80, 건아들, 블랙테트라 |
| 2회  | 4월 13일 | 권지원, 김보경                      |
| 3회  | 4월 20일 | 오지은과 늑대들, 박완규             |
| 4회  | 5월 4일  | 조덕환, 들국화, 국카스텐            |
| 5회  | 5월 11일 | 노브레인                            |
| 6회  | 5월 18일 | 강수지, 데이브레이크                |
| 7회  | 5월 25일 | 부활                                |
| 8회  | 6월 1일  | 박상민                              |

## 사건
2011년 4월 4일에 나무자전거의 강인봉이 리허설 도중 무대에서 떨어져 중상을 당했다. 이에 따라 해당 그룹이 출연한 분량의 방영이 취소되었다.

## 같이 보기
- 라이브 H
- 콘서트 울림